# Тономура, Акира
Акира Тономура (яп. 外村 彰 Тономура Акира, 25 апреля 1942 — 2 мая 2012) — японский физик, наиболее известный исследованиями в области электронной голографии, экспериментальным подтверждением эффекта Ааронова — Бома и наблюдениями динамики магнитных вихрей в сверхпроводниках. Член Японской АН, иностранный член Национальной АН США (2000).

## Биография
Акира Тономура родился в городе Нисиномия префектуры Хиого в Японии. После окончания Токийского университета в 1965 году он поступил на работу в Центральную исследовательскую лабораторию компании Hitachi. Позднее, когда в компании в 1999 году ввели звание Hitachi Fellow, первым его обладателем стал Тономура.
В 1970-х годах Тономура проделал новаторскую работу в разработке электронно-голографического микроскопа и первым в мире наблюдал линии напряжённости магнитной силы. Используя эти результаты, в 1986 году он экспериментальным путём подтвердил эффект Ааронова — Бома, по которому до этого проводились лишь теоретические исследования. Этот эксперимент доказал, что вектор-потенциал электромагнитного поля, в классической физике считавшийся не более чем математической абстракцией, на самом деле представляет собой физическую величину более фундаментальную, чем напряжённость электрического или индукция магнитного поля.
Учёный скончался 2 мая 2012 года в госпитале города Хидака в префектуре Сайтама, от рака поджелудочной железы. Он не дожил всего неделю до организованного им «Симпозиума FIRST по электронной микроскопии и калибровочным полям» (Tonomura FIRST International Symposium on «Electron Microscopy and Gauge Fields»).

## Награды и отличия
- 1982 — Мемориальная премия Нисины[яп.]
- 1986 — Премия Асахи
- 1991 — Императорская премия Японской академии наук
- 1991 — Премия Японской академии наук
- 1999 — Медаль Бенджамина Франклина
- 2002 — Звание Человека культуры Японии[англ.]